# Francisco Olazar
Francisco Olazar (10. července 1885 – 21. září 1958) byl argentinský fotbalový záložník a trenér.
Na klubové úrovni strávil celou kariéru v Racing Club de Avellaneda, kde vyhrál osm ligových titulů v rámci Primera División a osm národních pohárů. Také hrál za argentinskou reprezentaci, kterou později trénoval a spolu s Juanem Josém Tramutolou ji dovedl ke druhému místu na Mistrovství světa ve fotbale 1930.

## Kariéra
Olazar se narodil roku 1885 ve městě Quilmes. Poprvé hrál v malé fotbalové instituci Mariano Moreno z Avellanedy. V roce 1900 začal hrát s mládežnickým týmem Racingu v argentinské juniorské lize. Roku 1910 se připojil k seniorskému týmu, který v té době hrál argentinskou 4. divizi.
Olazar hrál na postu středního záložníka (s číslem 5) a byl součástí silného týmu Racingu, který postoupil do Primera División a mezi lety 1913 – 1919 vyhrál 7 po sobě jdoucích ligových titulů za sebou, což je dodnes nepřekonaný národní rekord. Racing Club je od té doby považován za nástupce dalšího legendárního týmu, Alumni (zanikl v roce 1911), nejúspěšnějšího týmu prvních let organizovaného fotbalu v zemi.
V roce 1950 Olazar prohlásil: „V mé době se fotbal hrál lépe. Tým Racingu z roku 1913 je mnohem lepší než jakýkoli tým, který může být vytvořen v dnešní době. Není možné vytvořit lepší sestavu než Muttoni, Ochoa, Reyes; Bethular, já, Pepe; Viazzi, Ohaco, Marcovecchio, Hopital, Perinetti. Tento tým vyhrál ligu bez porážky“.
Olazar byl jedním z nejvýznamnějších hráčů Racingu, v jehož dresu nastřílel celkem 37 gólů. Vynikal svou technikou a schopností vybojovat míč. Během všech úspěšných let byl kapitánem týmu a v té době byl považován také za nejlepšího argentinského středního záložníka. Příznivci Racingu jej často srovnávali s uruguayskou hvězdou José Piendibenem, společně však sdíleli vzájemný respekt.
Za argentinský národní tým odehrál 18 zápasů, včetně prvních dvou šampionátů Mistrovství Jižní Ameriky v letech 1916 a 1917. Za reprezentaci vstřelil 1 branku.
Po ukočení aktivní kariéry se Olazar stal trenérem a vedl argentinský tým, který v roce 1929 vyhrál Mistrovství Jižní Ameriky. Byl také trenérem týmu, který se zúčastnil prvního Mistrovství světa ve fotbale v roce 1930, kde on a technický ředitel Juan José Tramutola dovedli "albicelestes" na druhé místo za hostitelskou Uruguayí.

## Úspěchy

### Hráčské
- Primera División: 1913, 1914, 1915, 1916, 1917, 1918, 1919, 1921
- Copa de Honor: 1912, 1913, 1915, 1917
- Copa Ibarguren: 1913, 1916, 1917, 1918

### Trenérské
- Copa América: 1929
- Mistrovství světa ve fotbale 1930: 2. místo